# 此时此刻的我
《超時空幻境》，又譯《此時此刻的我》、《此时此地的我》、《今天，那裡的我》，是AIC製作的13話TV動畫。於1999年10月14日至2000年1月20日在WOWOW播出。

## 概要
松谷修造(阿修)是一名酷愛劍道的國中生。某日，阿修在放學回家的途中，發現高聳的廢棄煙囪上竟然有一個女生，於是便爬上煙囪試圖與這個名叫藍蘭‧露的女生聊天。正當阿修努力比手劃腳嘗試與藍蘭‧露溝通時，周遭的時空突然全都靜止了，一群奇裝異服的軍人駕著巨龍抓走了藍蘭‧露，而阿修也因此掉入了另一個次元的世界……

## 人物
- 松谷修造 (聲優：岡村明美)
- 藍蘭．露 (聲優：名塚佳織)
- 納布卡 (聲優：今井由香)
- 莎拉 (聲優：仲尾梓)
- 小布 (聲優：小西寬子)
- 西斯 (聲優：松本梨香)
- 阿琲莉亞 (聲優：安原麗子)
- 漢特 (聲優：石井康嗣)

## 工作人員
- 企畫：井上博明
- 導演：大地丙太郎
- 系列構成、編劇：倉田英之
- 人物設計：大泉あつし
- 總作畫監督：西野理惠
- 美術監修：加藤浩
- 美術監督：野村正信
- 美術設定：佐藤正浩
- 色彩設計：秋山久美
- 攝影監督：齊藤秋男
- 音響監督：田中一也
- 音樂：岩崎琢
- 原聲帶：勝利娛樂
- 製作：AIC、先鋒LDC

## 各话列表
| 話數 | 日文標題             | 中文標題         | 腳本     | 繪畫                           | 演出                | 作畫監督                                                  | 放映時間       |
| ---- | -------------------- | ---------------- | -------- | ------------------------------ | ------------------- | --------------------------------------------------------- | -------------- |
| 1    | 黄昏を見つめる少女   | 凝視黃昏的少女   | 倉田英之 | 平松禎史                       | 大塚雅彦            | 西野理惠                                                  | 1999年10月14日 |
| 2    | 少年と狂王と         | 少年與狂王       | 倉田英之 | 長濱博史                       | 長濱博史            | 関口雅浩                                                  | 1999年10月21日 |
| 3    | 闇の中の宴           | 黑暗中的宴會     | 倉田英之 | 大橋誉志光                     | 大橋誉志光          | 五月女浩一郎                                              | 1999年10月28日 |
| 4    | 不協和音             | 不協調之音       | 倉田英之 | 佐山聖子                       | 音地正行            | 追崎史敏                                                  | 1999年11月4日  |
| 5    | ひとごろし           | 殺人             | 倉田英之 | 井硲清高                       | 安田賢司            | をがわいちろを                                            | 1999年11月11日 |
| 6    | 砂嵐に消える         | 消失在風沙中     | 倉田英之 | 平松禎史                       | 平松禎史 大塚雅彦   | 西野理恵                                                  | 1999年11月18日 |
| 7    | 逃れの夜             | 逃亡之夜         | 倉田英之 | 長濱博史                       | 長濱博史            | 関口雅浩                                                  | 1999年11月25日 |
| 8    | ひとりぼっちのふたり | 孤單的兩個人     | 倉田英之 | 大橋誉志光                     | 大橋誉志光          | 五月女浩一郎                                              | 1999年12月2日  |
| 9    | 狭間にて             | 在狹小的空間     | 倉田英之 | 鈴木行 大地丙太郎 佐山聖子     | 林宏樹              | 楠本祐子 大泉あつし 追崎史敏 長濱博史                     | 1999年12月9日  |
| 10   | 混沌への助走         | 朝著混沌助跑     | 倉田英之 | 佐山聖子 山崎健志              | 岡嶋国敏            | 関口雅浩 大泉あつし 追崎史敏 長濱博史 鈴木輪流郎 山﨑健志 | 1999年12月16日 |
| 11   | 崩壊前夜             | 崩潰的前一晚     | 倉田英之 | 佐山聖子                       | 六反田等            | 加々美高浩                                                | 2000年1月6日   |
| 12   | 殺戮の大地           | 殺戮的大地       | 倉田英之 | 大橋誉志光 鈴木輪流郎 平松禎史 | 大橋誉志光          | 五月女浩一朗                                              | 2000年1月13日  |
| 13   | 今、そこにいる僕     | 如今身處異域的我 | 倉田英之 | 平松禎史                       | 宮﨑なぎさ 六反田等 | 関口雅浩 西野理恵 大泉あつし 音地正行                     | 2000年1月20日  |

## 周边产品

### CD
- 「今、そこにいる僕 サントラ」（1999年11月20日）

### DVD
- 「今、そこにいる僕 Vol.1」（1999年12月22日）
- 「今、そこにいる僕 Vol.2」（2000年1月25日）
- 「今、そこにいる僕 Vol.3」（2000年2月25日）
- 「今、そこにいる僕 Vol.4」（2000年3月24日）
- 「今、そこにいる僕 Vol.5」（2000年4月25日）

- 「今、そこにいる僕 TV-BOX」（2005年9月22日）